# Ice Cube
Ice Cube, nascut com O'Shea Jackson, (Los Angeles, Califòrnia, 15 de juny de 1969) és un músic especialitzat en rap, productor i actor estatunidenc.
Va començar la seva carrera com a membre del polèmic grup de gangsta rap NWA, i posteriorment inicià una reeixida carrera en solitari en la música i el cinema. Després s'ha centrat en la seva carrera com a actor, sense descuidar el rap.
És considerat com una de les icones de la indústria del hip-hop, particularment pel seu rap intrèpid i enfadat, i per tocar temes polítics i racials en les seves lletres. Ha venut més de dotze milions de còpies arreu del món.

## Biografia: primers anys
Cube va créixer al barri South Central de la ciutat de Los Angeles. Als caorze anys, ja tenia un enorme interès pel rap, i va començar a escriure mentre anava a l'institut William Howard Taft.
Cube i un amic, Sir Jinx, rapejaven sota l'àlies de CIA a les festes de Dr. Dre. Van fer un memorable mixtape titulat My Posse, gravat el 1987, en el qual Ice Cube va escriure la major part de les cançons. Després d'estar un breu període en un grup anomenat HBO, Cube, juntament amb Eazy-E (que va compondre la cançó «Boyz 'N Dona Hood»), Dr. Dre, DJYella i MC Ren van formar NWA.A mitjan dels 1990 es va convertir a l'islam, i durant un temps es va associar amb Nació de l'Islam, encara que sempre ha negat formar-ne part.
Cube es va apartar temporalment per estudiar arquitectura tècnica a la Universitat a Phoenix el 1987, però va tornar a temps per ajudar a crear l'àlbum debut del grup Straight Outta Compton. Les lletres parlaven per si soles: combatives, violentes, misògines, disconformes amb el sistema i sobretot, exaltacions de la vida de gàngster, a més de provocar la negativa de l'FBI, en part gràcies a cançons com el polèmic «Fuck tha Police».o

## Discografia
| 1990 AmeriKKKa's Most Wanted - Publicat: 16 de maig de 1990 - Productora: Priority - Format: CD, casset, LP 1991 Death Certificate - Publicat: 31 d'octubre de 1991 - Productora: Priority - Format: CD, casset, LP 1992 The Predator - Publicat: 17 de novembre de 1992 - Productora: Priority - Format: CD, casset, LP | 1993 Lethal Injection - Publicat: 7 de desembre de 1993 - Productora: Priority - Format: CD, casset, LP 1998 War & Peace - Volume 1 (The War Disc) - Publicat: 17 de novembre de 1998 - Productora: Priority - Format: CD, casset, LP 2000 War & Peace - Volume 2 (The Peace Disc) - Publicat: 21 de març de 2000 - Productora: Priority - Format: CD, casset, LP | 2006 Laugh Now, Cry Later - Publicat: 6 de juny de 2006 - Productora: Lench Mob - Format: CD 2008 Raw Footage - Publicat: 19 d'agost de 2008 - Productora: Lench Mob - Format: CD 2010 I Am the West - Publicat: 28 de setembre de 2010 - Productora: Lench Mob - Format: CD 2018 Everythang's Corrupt - Publicat: 7 de desembre de 2018 - Productora: Lench Mob - Format: CD |

## Filmografia
- 1991 - Els nois del barri (Boyz n the Hood): Darin "Doughboy" Baker
- 1992 - Trespass: Savon
- 1993 - CB4: ell mateix
- 1995 - The Glass Shield: Teddy Woods
- 1995 - Higher Learning: Fudge
- 1995 - Friday: Craig Jones
- 1997 - Terra d'odis (Dangerous Ground): Vusi Madlazi
- 1997 - Anaconda: Danny Rich
- 1998 - The Players Club: Reggie
- 1998 - I Got The Hook Up: Gun Runner
- 1999 - Tres reis (Three Kings): Sargent en Cap Elgin
- 1999 - Thicker Than Water: Slink
- 2000 - Quin divendres! (Next Friday): Craig Jones
- 2001 - Fantasmes de Mart (Ghosts of Mars): James 'Desolation' Williams
- 2002 - All About The Benjamins: Detectiu Bucum
- 2002 - Barbershop: Calvin Palmer
- 2002 - Friday After Next: Craig Jones
- 2004 - Torque: Trey
- 2004 - BarberShop 2: Back in Business: Calvin Palmer
- 2005 - Quan arribarem? (Are We There Yet?): Nick Persons
- 2005 - XXX: State of the Union: Darius Stone
- 2007 - Are We Done Yet?: Nick Persons
- 2008 - First Sunday: Durell
- 2008 - The Longshots: Curtis Plummer
- 2009 - Janky Promoters: Russell Redds
- 2010 - Lottery Ticket: Jerome "Thump" Washington
- 2011 - Rampart
- 2012 - 21 Jump Street
- 2014 - Ride Along
- 2014 - 22 Jump Street
- 2014 - The Book of Life
- 2015 - Straight Outta Compton
- 2016 - Ride Along 2
- 2016 - Barbershop: The Next Cut
- 2017 - xXx: Return of Xander Cage
- 2017 - Fist Fight